# Osio Sotto
Osio Sotto, localidad y comuneitaliana de la provincia de Bérgamo, región de Lombardía, con una población de 12.418 habitantes.
El comune de Osio Sotto se encuentra en la orilla oriental del rio Brembo. Confina en el norte con Osio Sopra, en el este con Verdellino, en el sur con Boltiere y Brembate y en el oeste con Filago.
Está situado en una posición estratégica en la provincia bergamasca, se encuentra a pocos kilómetros de los centros más importantes de la zona, Bérgamo (11 km) y Treviglio (12 km).

## Símbolos
Los símbolos más importantes del pueblo son el emblema y el confalón, establecidos en 1936

## Lugares de interés
Los lugares de interés más relevantes son principalmente los lugares religiosos, entre los que destacan la Iglesia de San Zenone, la Iglesia de San Donato y la Iglesia de San Giorgio. 
En la antigüedad, en el centro del pueblo existía un castillo en la zona donde actualmente hay el Parque Colleoni. Aquí se ha puesto la estatua del Osiride dormiente, realizada por Igor Mitoraj en 2007

## Personajes ilustres
- Marco Pinotti, ciclista campeón de Italia (1976)
- Marco Milesi, exciclista
- Pamela Rota, showgir
- Vincenzo Savio, obispo
- Angelo Paravisi, obispo
- Pierre Giorgio Regonesi, futbolista
- Don Bepo Vavassori, sacerdote misionero
- Valerio Zanoli, director de cine y productor
- Brizio Casciola, italiano sacerdote y literato
- Andrea Del Prato, futbolista
- Angelo Barbisotti, obispo misionero

## Deporte
- Fútbol: el equipo de fútbol principal de Osio Sotto es la A.C Voluntas Osio Sotto, fundada en 1929

- Natación y Waterpolo: el equipo de deporte acuático más importante es el Gruppo Nuoto Osio que hoy en día se encuentra nombrado como Aquadream
- Baloncesto: el equipo Basket Osio Sotto es el principal equipo del pueblo y en 1985/1986 obtuvo una promoción histórica en la Serie A Dilettanti
- Otros deportes: Ciclismo, Voleibol, Judo

## Evolución demográfica
| Gráfica de evolución demográfica de Osio Sotto entre 1861 y 2011 |
|                                                                  |
| Fuente ISTAT - elaboración gráfica de Wikipedia                  |